# Onthophagus turpidoides
Onthophagus turpidoides là một loài bọ cánh cứng trong họ Bọ hung (Scarabaeidae).